# Норфолк (национален парк)
Вижте пояснителната страница за други значения на Норфолк.
Националният парк на Норфолк е разположен в северозападнта част на остров Норфолк.
Обхваща около 10% от площта на острова, както и включва островите Филип и Непеан. На територията на парка се намира най-високата точка на остров Норфолк – връх Бейтс (319 м).
Паркът съхранява субтропичните дъждовни гори на острова.